# Jak and Daxter: The Precursor Legacy
Jak and Daxter: The Precursor Legacy és un videojoc desenvolupat per Naughty Dog i publicat per Sony Computer Entertainment America i és el primer videojoc de la saga Jak and Daxter.